# Грігоре Уреке
Гріго́ре Уре́ке (Григо́рій Уре́ке, рум. Grigore Ureche; нар.бл. 1590/95 — пом.1647, Гоєшти) — молдовський історик, автор першого літопису румунською мовою «Літопису Землі Молдавської».

## Біографія
Григорій Уреке був сином молдовського боярина Нестора Урехе — радника при господарі Єремії Могилі, після смерті якого змушений був емігрувати на терени Речі Посполитої.
Григорій Уреке отримав ґрунтовну освіту в колегіумі єзуїтів Львова, де зокрема вивчав історію, географію, риторику, латинську і грецьку мови.
При зміні політичної ситуації у Молдові повернувся назад і перебував при дворах декількох господарів, займаючи уряди логофета, спетара (зброєносця), дотримуючись пропольської політики та необхідності звільнення князівства з впливу Високої Порти.
З 1634 року при господарі Василеві Лупулі був великим ворником (управителем) Нижньої Молдови.
Помер 1647 року в селі Гоєшти і був похований у монастирі Бистриця.

## Творчість

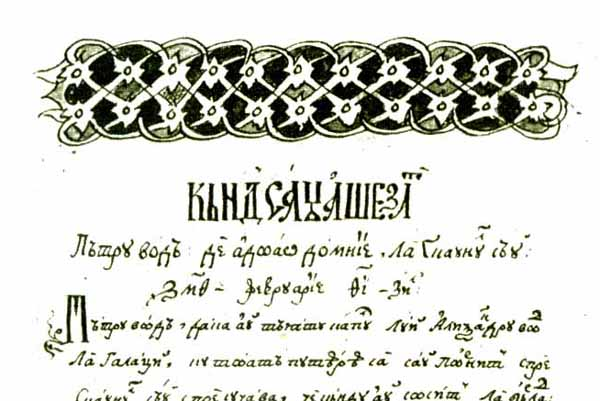
Фрагмент літопису

Він увійшов до історії Молдови, як автор першого Літопису Землі Молдавської (рум. Letopiseţul Ţării Moldovei / Letopiseţul ţărâi Moldovei, de când s-au descălecat ţara şi de cursul anilor şi de viiaţa domnilor carea scrie de la Dragoş vodă până la Aron vodă) на молдовській мові, який він розпочав писати 1642 року і де вперше було подано теорію про спорідненість молдовської мови та латинської, походження молдован та волохів від римлян. У літописі подано події 1359-1594 років на основі давніших молдовських літописів, написаних церковнослов'янською мовою, та літописів сусідніх держав. Найбільше уваги він присвятив опису діянь господаря Стефана ІІІ Великого у боротьбі за звільнення князівства від іноземних впливів. Уреке не встиг завершити літопис, який переробили і доповнили інші автори. Вперше літопис був надрукований лише 1852 року.